# Pristobaeus kuekenthali
Pristobaeus kuekenthali is een spinnensoort uit de familie van de springspinnen (Salticidae).
De wetenschappelijke naam van de soort werd in 1897 als Plexippus kuekenthali gepubliceerd door Reginald Innes Pocock.